# Els Turons (Ribera d'Ondara)
|  | Aquest article tracta sobre els Turons a la Ribera d'Ondara. Vegeu-ne altres significats a «Els Turons (Palau-solità i Plegamans)». |

Els Turons és una muntanya de 588 metres que es troba al municipi de la Ribera d'Ondara, a la comarca catalana de la Segarra.